# جورج آلن و آنوین
آلن و آنوین (Allen & Unwin) نام یک ناشر مستقل استرالیایی است که در استرالیا تأسیس شد اما وابستهٔ شرکت جورج آلن و آنوین در بریتانیا بود که مؤسس آن استنلی آنوین بود. این شرکت در ۱۹۱۴ در بریتانیا تأسیس شد و در سدهٔ ۲۰ میلادی یکی از پیشروترین ناشران جهان شد.

## جورج آلن و آنوین در بریتانیا
جورج آلن و پسران در ۱۸۷۱ توسط جورج آلن و با پشتیبانی جان راسکین تأسیس شد و بعد در ۱۹۱۴ پس از آنکه استنلی سهام بزرگی از آن را خرید، تبدیل به جورج آلن و آنوین شد. این ناشر کتاب‌های برتراند راسل، آرتور والی، رولد دال و تور هایردال را منتشر کرد و با انتشار رمان هابیت در ۱۹۳۷ و خیال‌پردازی حماسی ارباب حلقه‌ها در ۱۹۵۴ تا ۱۹۵۵ به اندازهٔ جی. آر. آر. تالکین مشهور شد.